# Alume

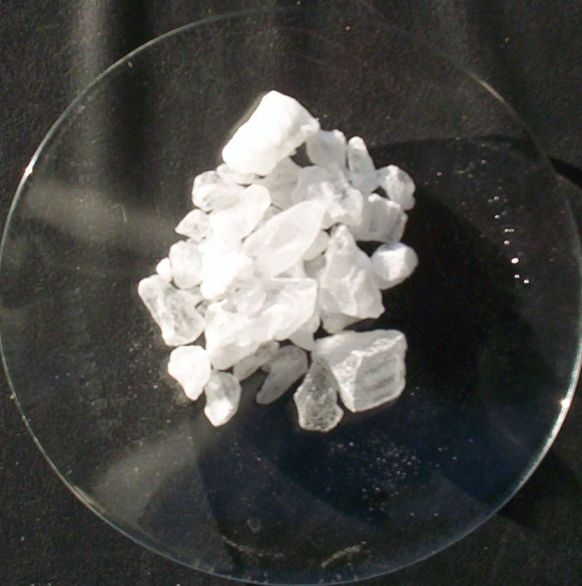
Uma amostra de alúmen de potássio KAl (SO_{4})_{2}^{.}12H_{2}O (pedra-ume)

Alúmen (do grego als, alos: sal), ou alume (no Brasil), é o nome comum dado a uma classe importante de compostos químicos — os sulfatos duplos dodeca-hidratados de um metal trivalente (alumínio, cromo, ferro) ou amóníaco e de um metal alcalino (sódio, potássio), ou de prata, cuja fórmula geral é 
```
AB(SO
4
)
2
.
12H
2
O.
```

Na origem, o termo "alúmen" referia-se especificamente ao sulfato duplo de potássio e alumínio dodeca-hidratado, popularmente conhecido como pedra-ume, cuja fórmula é KAl (SO4)2.12H2O. É um adstringente e antisséptico já usado pelos gregos e romanos, bem como fixador para tinturaria.
A pedra-ume é também usada, depois de humedecida, como coagulante, em pequenos ferimentos. Além disso, o alúmen é empregue na composição de desodorizantes antitranspirantes, pois as suas propriedades antissépticas eliminam as bactérias causadoras de mau cheiro, permitindo no entanto um transpiração inodora.
O alúmen — na forma de sulfato de potássio de alúmen ou de sulfato de amoníaco de alúmen num banho concentrado de água quente — é usado regularmente por joalheiros e maquinistas para dissolver brocas de aço endurecido que se partiram em itens feitos de alumínio, cobre, latão, ouro (qualquer quilate ) e prata (esterlina e fina). Isso acontece porque o alúmen não reage quimicamente em nenhum grau significativo com qualquer um desses metais, mas corrói o aço. Quando o calor é aplicado a uma mistura de alúmen que fixa uma peça de trabalho que tem uma broca presa nela, se a broca perdida for pequena o suficiente, às vezes pode ser dissolvida / removida em questão de horas.